# Jindřich Křeček
Jindřich Křeček-Jituš (7. března 1909 Červený Kostelec – 4. února 1979 Praha) byl český malíř, grafik, krajinář, portrétista, karikaturista a publicista, účastník zahraničního odboje.

## Život a dílo
Ve třicátých letech 20. století ilustroval vlastivědný časopis Od kladského pomezí. Svůj vztah k památkám a pozoruhodným místům rodného kraje vyjádřil ve dvou sbírkách kreseb: Z Kraje Mistra Aloise Jiráska s textem Josefa Hurdálka z roku 1935 a Krajem Podkrkonoší s textem Otakara Pospíšila z roku 1936.
Obavy o národ a odpor k těm, kteří ho ohrožovali v letech 1938–1939, vyjádřil jinotajnými pohlednicemi. Za druhé světové války prošel jako zahraniční voják Polskem, Sovětským svazem, Středním východem, Egyptem, bojoval v obloženém Tobruku, sloužil v československých vojenských táborech v Anglii a ve Skotsku a na sklonku války se zúčastnil i obléhání Dunkerque.
Po návratu do vlasti v roce 1945 vystavoval v Pardubicích, Praze a v roce 1947 při jubilejních jiřinkových slavnostech v České Skalici. Karikaturami přispíval do zahraničních časopisů a portrétoval řadu význačných účastníků československého odboje.
V padesátých letech se mu jako frontovému malíři a grafikovi nevyhnula izolace ze strany totalitní moci. Na sklonku života, který trávil převážně ve svém rodišti, spolupracoval s tehdejším vlastivědným zpravodajem Červenokostelecka.